# Bobbi Althoff
Bobbi Althoff (Los Ángeles, 31 de julio de 1997) es una podcaster y TikToker estadounidense. conocida por sus entrevistas virales con Drake, J Balvin, Mark Cuban y otras celebridades.

## Biografía

### Primeros años
Althoff nació en Los Ángeles y creció en Perris, California.
Althoff creció en una familia de clase media. Fue la segunda más joven de seis hijos. Después de graduarse de la escuela secundaria en el sur de California, Althoff buscó trabajo como niñera.

### Vida personal
Althoff está casada con Cory Althoff, un programador que trabaja como vicepresidente senior en CompTIA, según su perfil de LinkedIn. Tienen dos hijas, nacidas en diciembre de 2019 y junio de 2022. Althoff se refiere a sus hijas como Richard y Concrete para mantener su identificación en privado.
Althoff dijo en agosto de 2023 que lucha contra la depresión.

## Carrera
Althoff comenzó a publicar contenido en TikTok en 2021, centrándose en compartir actualizaciones sobre su embarazo. Su primer TikTok, en el que bailaba con un plátano, alcanzó casi 2 millones de vistas.
En 2023, creó una nueva cuenta de TikTok en la que publica videos cómicos. En febrero de ese año, Althoff anunció que había filmado un piloto para su próximo podcast. El podcast, llamado The Really Good Podcast, debutó en abril de 2023.
En julio de 2023, Althoff entrevistó al rapero Drake en un episodio de The Really Good Podcast. Fragmentos de la entrevista se volvieron virales en TikTok. La entrevista completa fue retirada más tarde del canal de YouTube de Althoff en agosto, lo que generó rumores de una disputa.
Otras celebridades entrevistadas por Althoff en su podcast incluyen a Lil Yachty, Mark Cuban, Shaquille O'Neal y J Balvin.